# Пагорб Слави (Черкаси)
«Пагорб Сла́ви» — меморіальний комплекс в Україні в місті Черкаси, зведений у пам'ять про загиблих містян в роки німецько-радянської війни. Меморіал увічнює пам'ять черкащанам, які загинули на фронтах, та воїнів, полеглих у боях за Черкаси. Збудований 1965 року, а 1975 року реконструйований у комплекс.
Загальна висота земляного пагорба — 10 м, діаметр основи — 60 м.

## Комплекс

### Загальний опис

Розташування меморіалу

Композиція вирішена у великих монументальних формах. Широку ритуальну площу завершує курганоподібний насип із гранітними східцями, увінчаний скульптурою жінки-матері Батьківщини висотою 10 м. У піднятій правій руці знаходиться чаша з Вічним вогнем, ліва рука звернена вперед, до ритуальної площі. На облицьованій гранітом підпірній стіні напівовальної форми змонтована горельєфна композиція (розміри 20,9x2,2 м) на батальну тему і висічені прізвища 904 воїнів-черкащан, які загинули в роки другої світової війни.
На вершину пагорба, де поховано майже тисячу воїнів, ведуть тераси, викладені гранітними блоками. Насипну частину пагорба обрамлює меморіальна гранітна стіна з викарбуваними іменами мешканців міста, які полягли у боях. На підпірній стіні знаходиться 5 бронзових барельєфів, що розповідають про тяжкі часи війни. На першому зображено ополченців 1941 року, на другому — бій з фашистами. В центрі барельєфа — постать молодого бійця, який, вражений кулею, падає у пшеницю. На третьому барельєфі показана багнетна атака радянських воїнів, на четвертому — як у вбитого прапороносця товариш підхоплює прапор. На п'ятому — увічнені представники всіх родів військ Радянської Армії.
Авторами проекту меморіального комплексу були скульптори Галина Кальченко (народна художниця УРСР, заслужений діяч мистецтв УРСР, лауреат Державної премії УРСР імені Т. Г. Шевченка), Едвард Кунцевич (співавтор, заслужений діяч мистецтв УРСР) та Борис Микитенко, архітектори Анатолій Ігнащенко та Олександр Ренькас.

### Могили Героїв Радянського Союзу
У центрі меморіальної площі знаходяться меморіальні плити похованих в братській могилі шести Героїв Радянського Союзу: Петра Битюцького, Володимира Молоткова (останки були перенесені із скверу на розі вулиці Смілянської і бульвару Шевченка 1967 року), Валентина Поднєвича (останки були перенесені із скверу на розі вулиці Смілянської і бульвару Шевченка 1967 року), Івана Онопрієнка (останки були перенесені з братської могили біля цукрорафінадного заводу 1967 року), Федора Лазарєва (останки були перенесені із скверу на розі вулиці Смілянської і бульвару Шевченка 1967 року) та Степана Чалова (останки були перенесені із скверу на розі вулиці Смілянської і бульвару Шевченка 1967 року).

### Братська могила
Праворуч від ритуальної площі розміщена братська могила 3619 воїнів із підрозділів 73-го стрілецького корпусу 52-ї армії Другого Українського фронту, 3-ї і 5-ї повітрянодесантних бригад і 22 партизанів із загону імені Сталіна які загинули з 14 листопада по 14 грудня 1943 року, визволяючи Черкаси від фашистських загарбників. Їхні останки на Пагорб Слави були перенесені у 1967, 1975 і 1992 роках із братських та індивідуальних захоронень в різних частинах міста. Прізвища полеглих воїнів висічені на надмогильних плитах із сірого граніту.
Відомі прізвища 905 воїнів і 2 партизан. Із 1968 року на могилі встановлено надгробок (розміри 37,0х4,6 м) із 35 гранітних блоків із висіченими прізвищами похованих. У лівій частині надгробка вмонтовано лабрадоритову плиту з написом російською мовою: «Они отдали жизнь за освобождение города Черкассы. Куда б ни шел, ни ехал ты, но здесь остановись. Могиле этой дорогой всем сердцем поклонись».

## Історія

Вітчизна-Матір

За 834 дні німецької окупації в часи Другої світової війни місту було завдано збитків на суму близько 400 мільйонів карбованців. Були зруйновані майже всі заводи і фабрики, понад 3 тисячі житлових будинків, в руїнах лежала Соснівка. В боях за визволення Черкас полягло багато воїнів радянської армії, тому для увіковічування героїв війни було вирішено звести в місті меморіал. Його будівництво розпочалось 1965 року і спочатку він не мав пам'ятника. 1967 року почались перші перепоховання.
1974 року рішенням Черкаського міськвиконкому проектувальникам Черкаського філіалу інституту «Дніпроцивільпромбуд» було доручено створити меморіальний комплекс на честь живих та загиблих героїв війни. Тоді ж було затверджено скульптуру роботи Галини Кальченко. Місцем для будівництва було обрано Замкову гору, де колись стояв Черкаський замок, а пізніше Свято-Троїцький собор. Окрім цього вирішено було розширити пагорб у бік Дніпра на 28 м та підняти на 10 м. В кінці листопада 1974 року почались перші роботи. Генпідрядником виступило шляхове ремонтно-будівельне управління, яке брало участь у спорудженні парку «Сосновий бір», дендропарку та пам'ятника В. І. Леніну. Граніт надходив зі Старобабанівського кар'єру Уманського району, а лабрадоритові плити, на яких викарбовувались імена загиблих черкащан, — із Житомира. Роботу мали закінчити в день святкування 30-річчя перемоги, але не встигли і тому спочатку поставили 11-метровий гіпсовий макет, пофарбований у бронзу. Його відливали в ремонтному цеху Виробничого об'єднання «Азот». В цей час бронзова фігура відливалась на Смілянському електромеханічному заводі. Одночасно 1975 року продовжилось перепоховання. Остаточно будівництво закінчилось навесні 1977 року, скульптуру встановлювали впродовж кількох ночей, і вже 9 травня відбулось урочисте відкриття комплексу. Однак авторка Галина Кальченко не дожила до цього дня 1,5 місяці. Гіпсова фігура одночасно була знищена.
Сама скульптура повинна була мати висоту 15 метрів, але республіканська комісія заборонила робити пам'ятник в обласному центрі таким високим, Або ж вимагала передати його до Києва. Обком скульптуру відстояв, але її довелося зменшити і тому оригінал став навіть менший за попередній гіпсовий макет. Окрім того значно вищим зробили земляний насип, бо на нього комісія нічого не вказувала, тому зрештою на заплановану висоту вийшли. Кошторис будівництва становив 267 тисяч карбованців, але фактично воно обійшлося у 3 мільйони карбованців. Цікавим фактом щодо будівництва скульптури є той, що лице статуї — це копія чола авторки Галини Кальченко.
В середині 2009 року влада міста першими в Україні відмовилась від «вічного» вогню на газу на користь штучного полум'я, що імітує справжній вогонь. Відтоді електричний вічний вогонь у руці горить цілодобово і в 2 режимах — буденному та святковому. Штучний вогонь створюється спеціальним пристроєм, що обійшовся міському бюджету в 176 тисяч гривень. Це світлодіодна восьмигранна конструкція виробництва США, що є повністю автоматизованою (комп'ютерне управління). Також у статую було вмонтовано громовідвід.

## Монумент у літературі
Український письменник О. О. Сизоненко так написав про Вітчизну-Матір: 
| І хоч стоїть вона в Черкасах, а здається — витає над усіма твоїми загиблими друзями й рідними, що впали на далеких плацдармах за нашими теплими й чужими холодними ріками, поховані й непоховані тобою. |